# Merscheider Scherenweg
Der Merscheider Scherenweg ist ein 6,5 km langer Rundwanderweg in Solingen-Merscheid, auf dem die Herstellung einer Schere vom Rohling zur fertigen Schere in fünf Stationen dargestellt und erläutert wird. An jeder Station befindet sich ein farbiges Scherenmodell sowie eine Erläuterungstafel, auf der die Bearbeitungsschritte beschrieben sind. Der Merscheider Heimatverein hat das Projekt über zwei Jahre geplant und umgesetzt. Der Scherenweg wurde am 19. Juli 2008 an der Geschäftsstelle Merscheid der Stadt-Sparkasse Solingen feierlich eröffnet.

## Informationen zum Weg
- Karte mit allen Koordinaten der fünf Stationen:
- OSM |
- WikiMap

Die verwendeten Farben, welche sich am Herstellungsprozess orientieren, sind
- zunder-anthrazit
- metallisches Grau
- silber
- glut-rot

Die 5 Stationen sind:
1 Der Schläger an der Scherenschmiede H. Herkenrath, Norbertstr. 3 ⊙

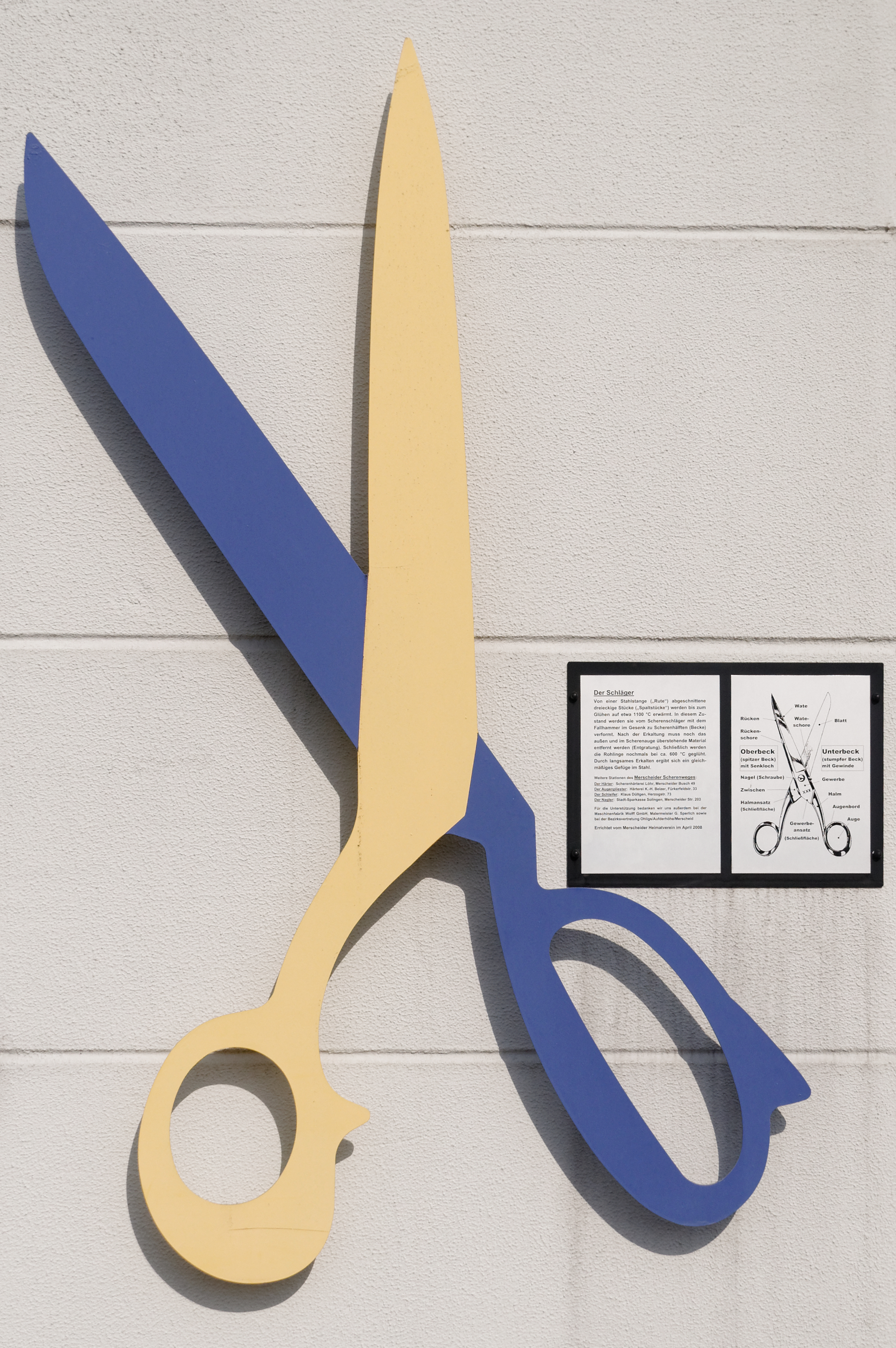
Station 1 der Schläger
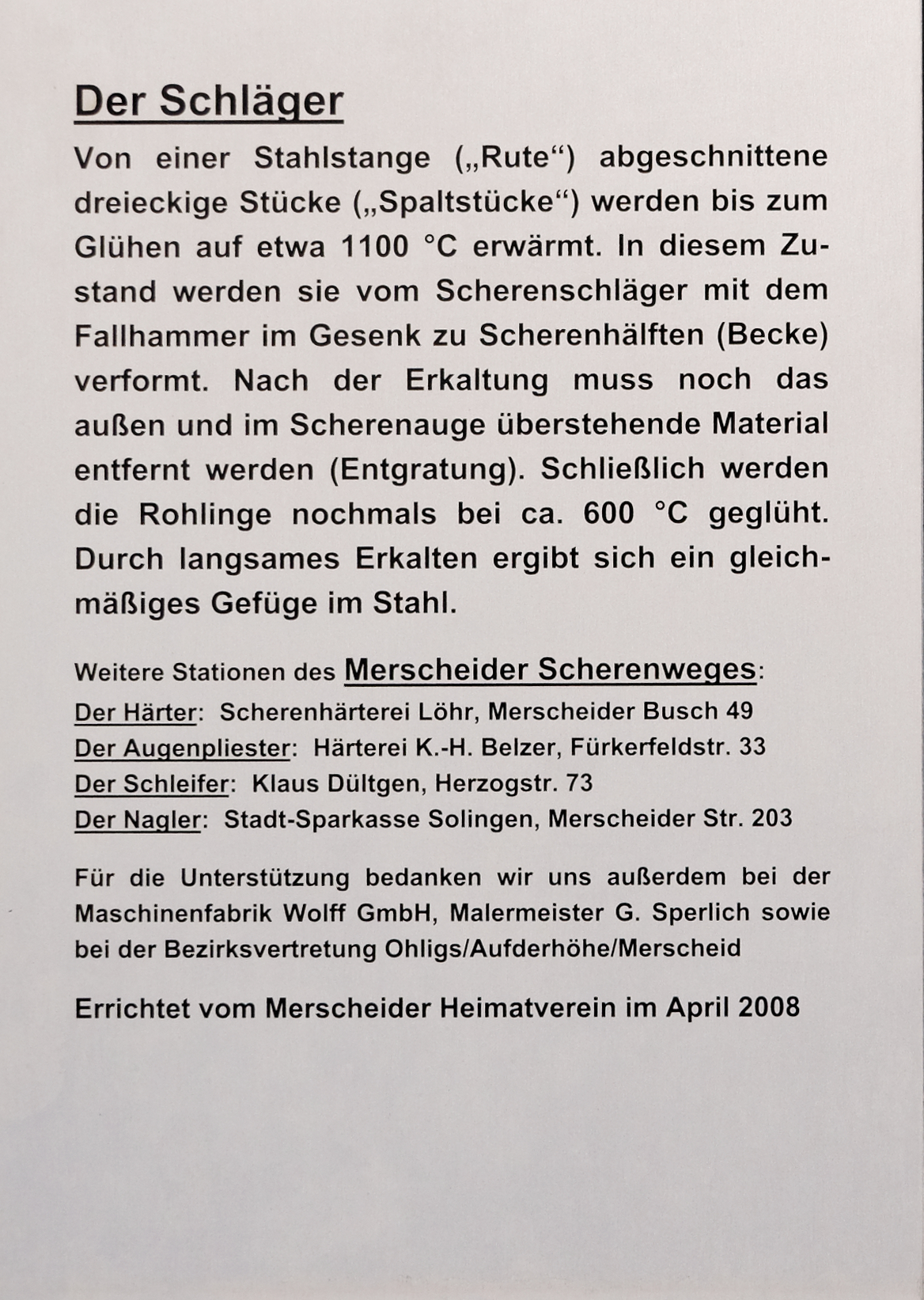
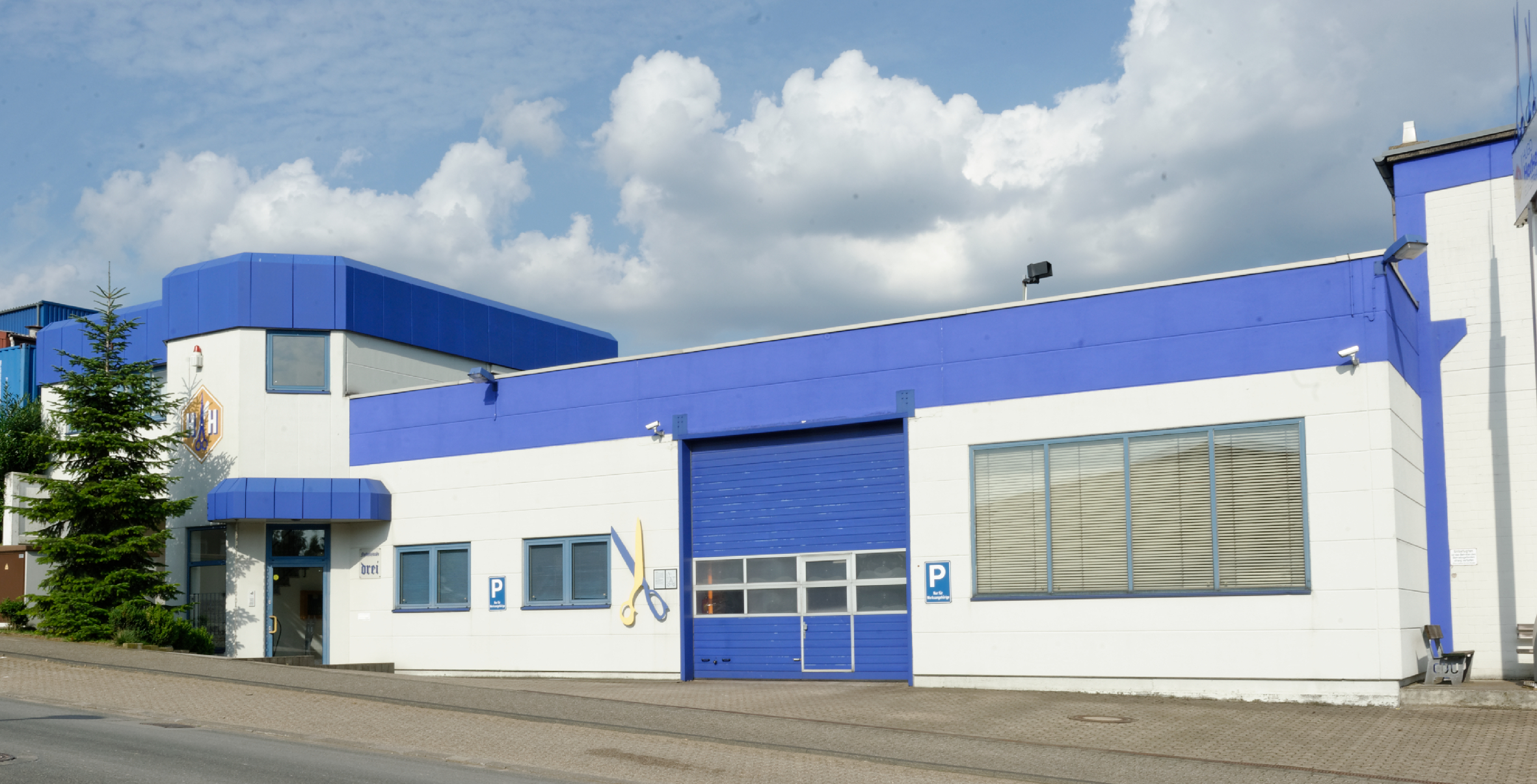

2 Der Härter an der Scherenhärterei Löhr, Merscheider Busch 49 ⊙

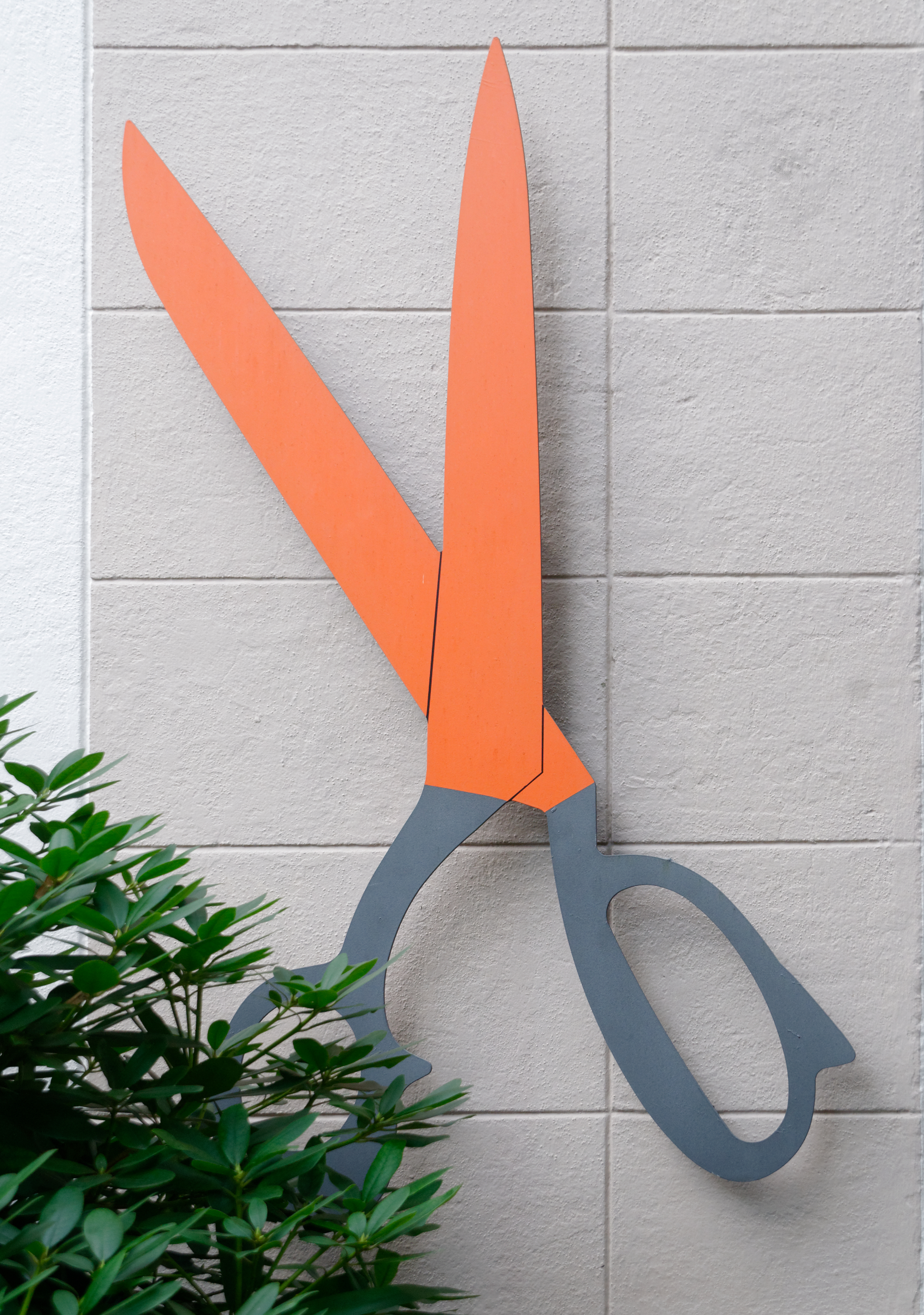
Station 2 der Härter
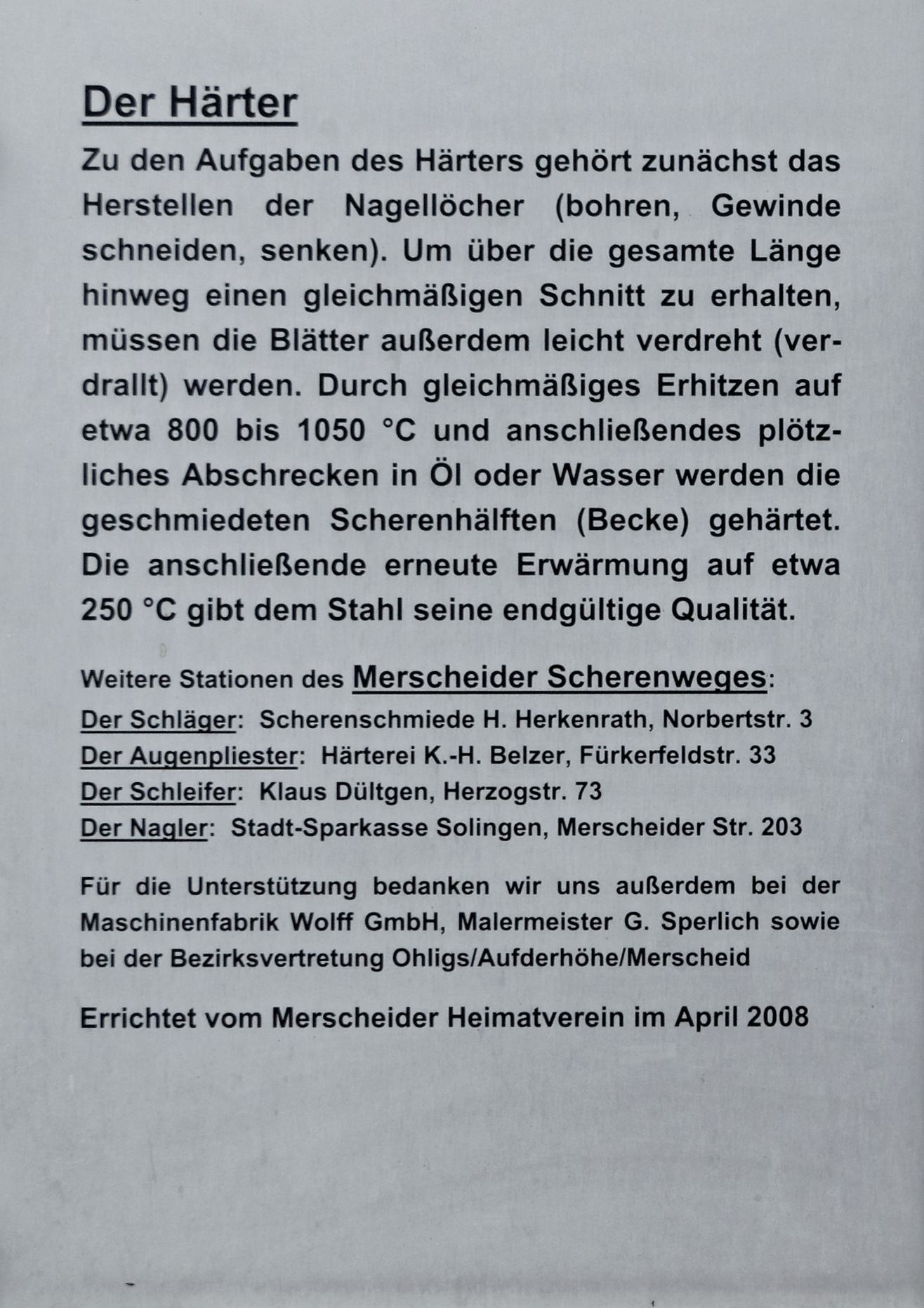

3 Der Augenpliester an der Härterei K.-H. Belzer, Fürkerfeldstr. 33 ⊙

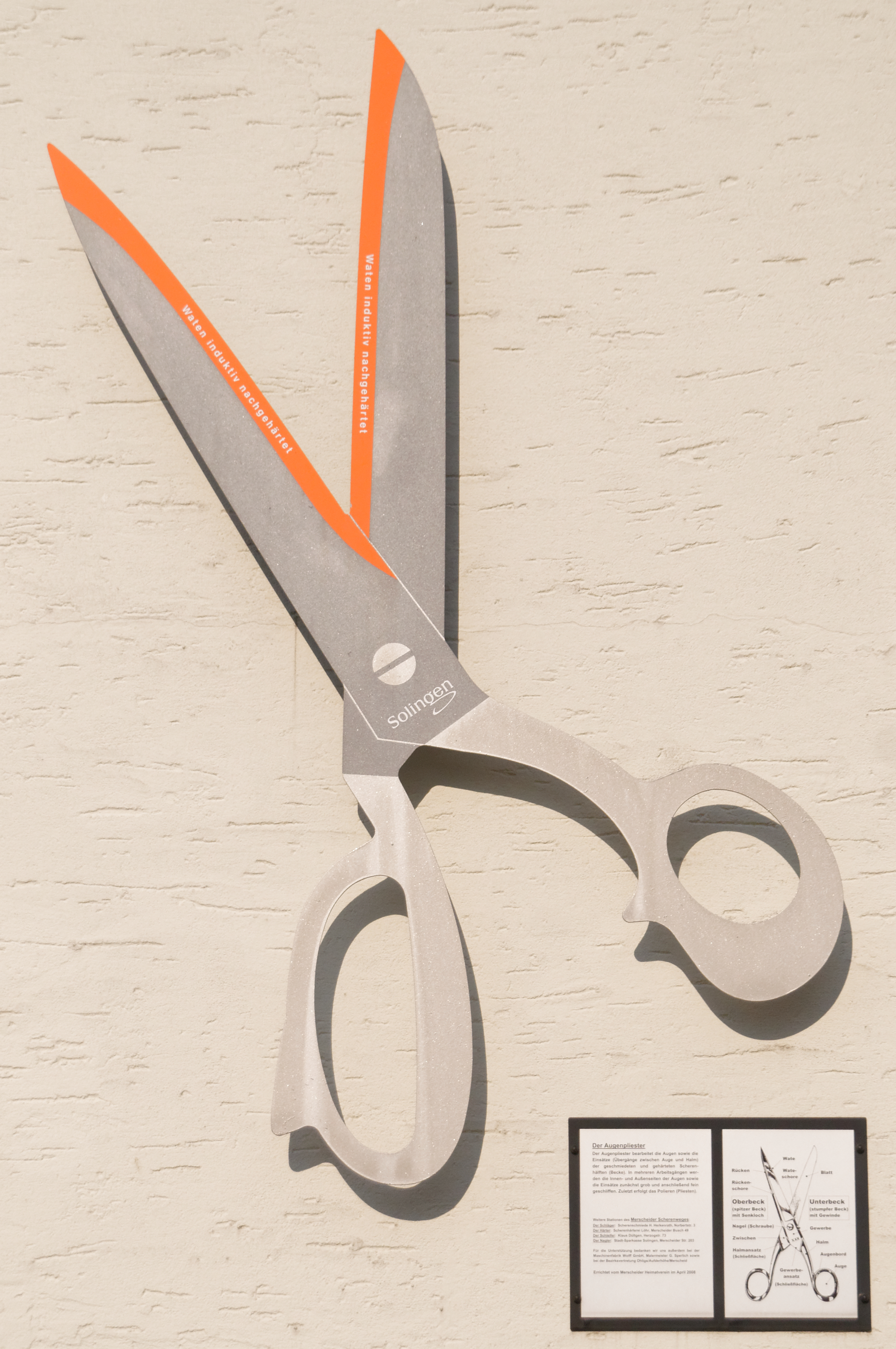
Station 3 der Augenpliester
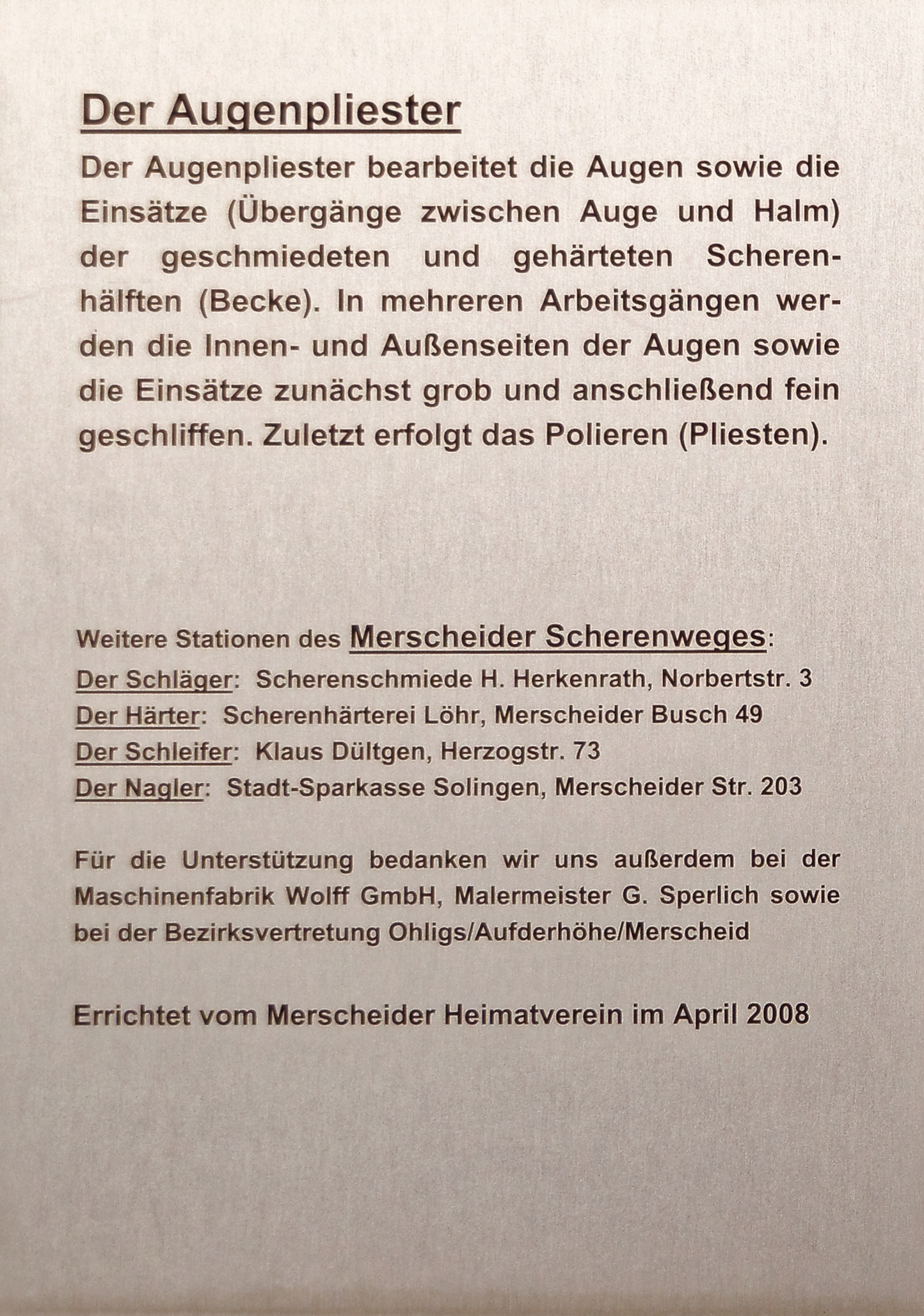

4 Der Schleifer bei Klaus Dültgen, Herzogstr. 73 ⊙

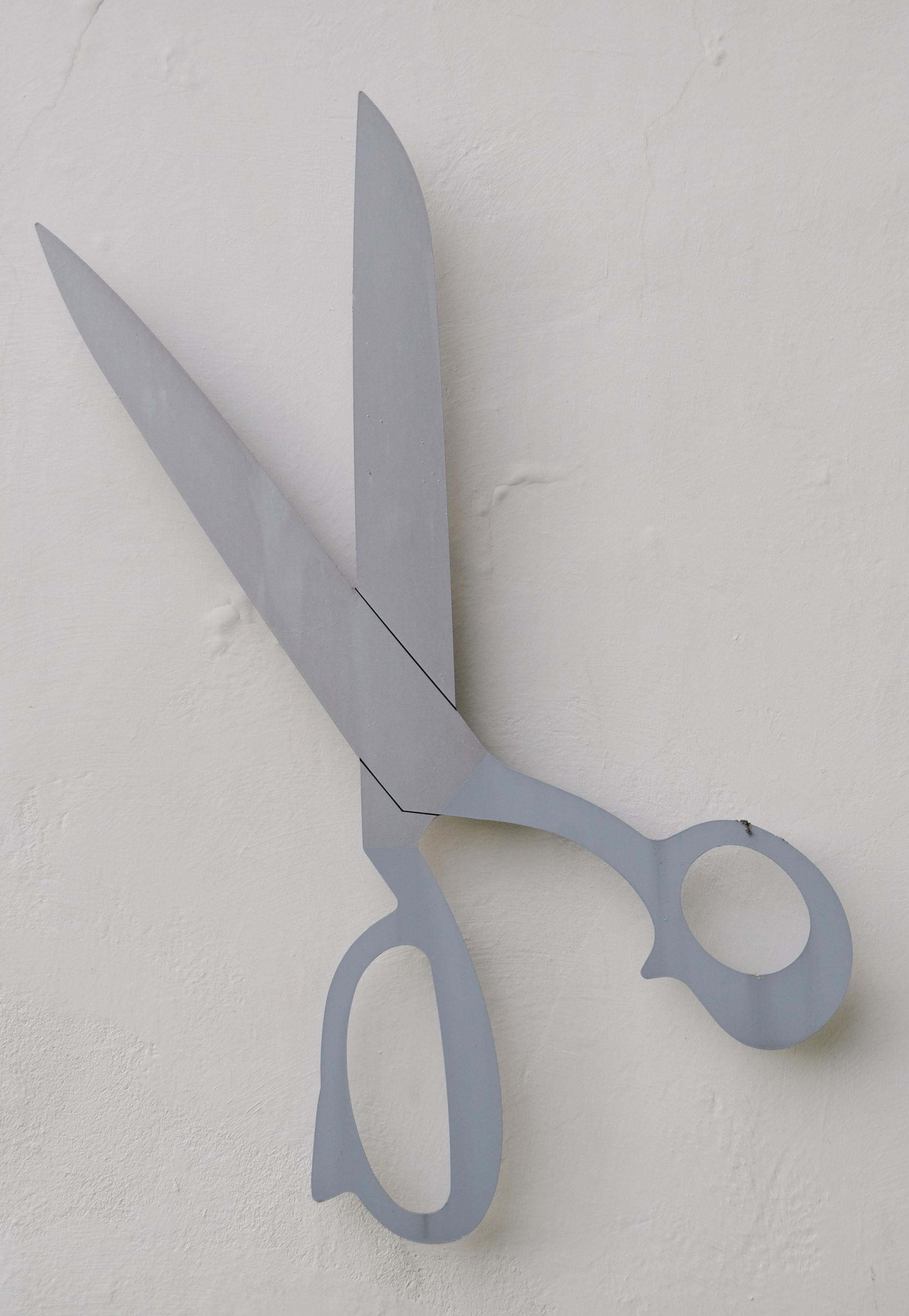
Station 4 der Schleifer
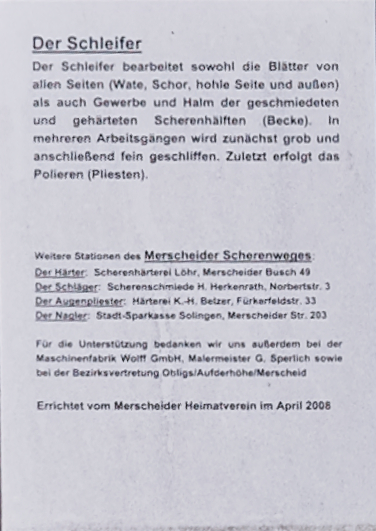
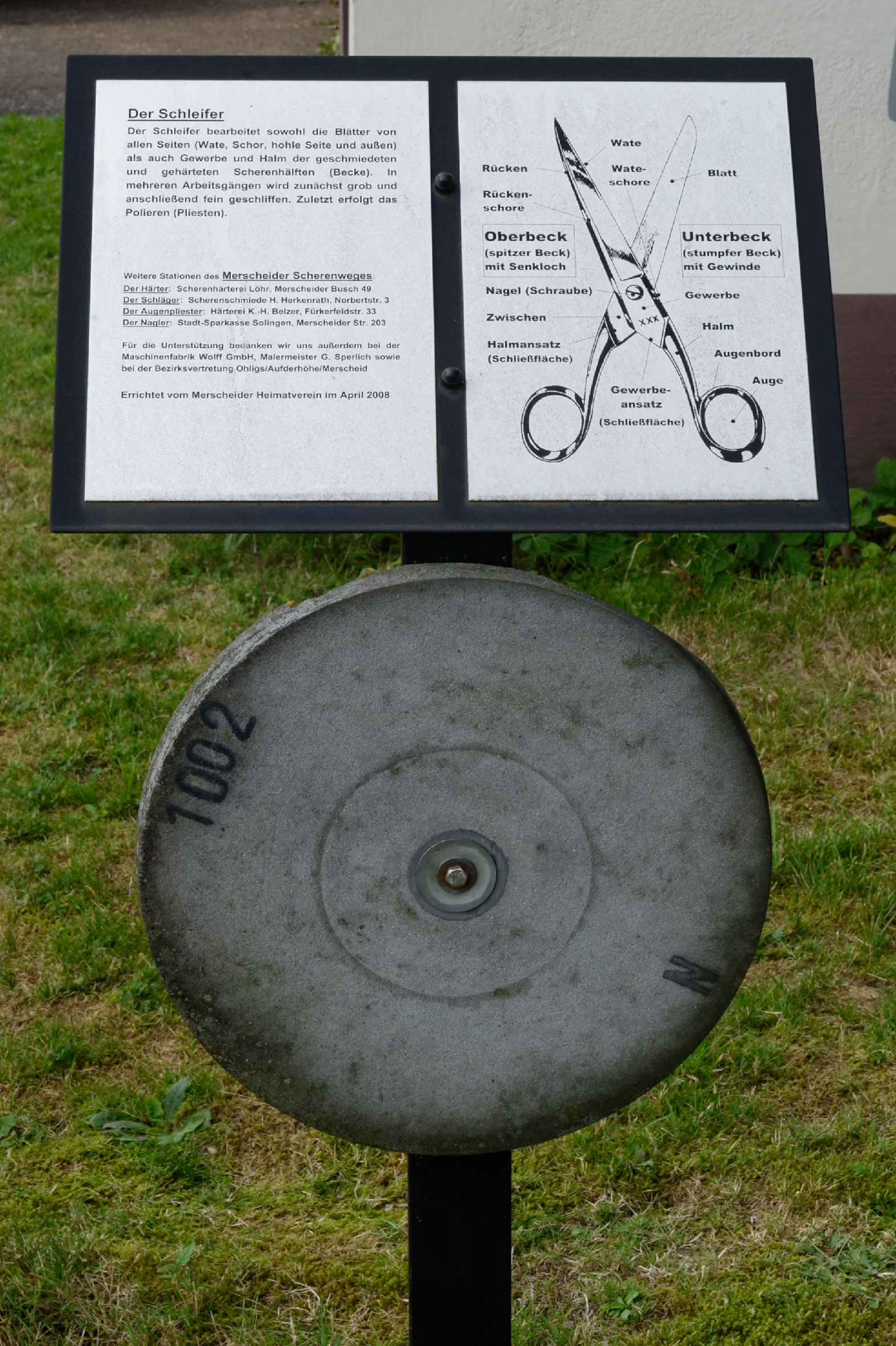

5 Der Nagler an der Stadt-Sparkasse Solingen, Merscheider Str. 203 ⊙

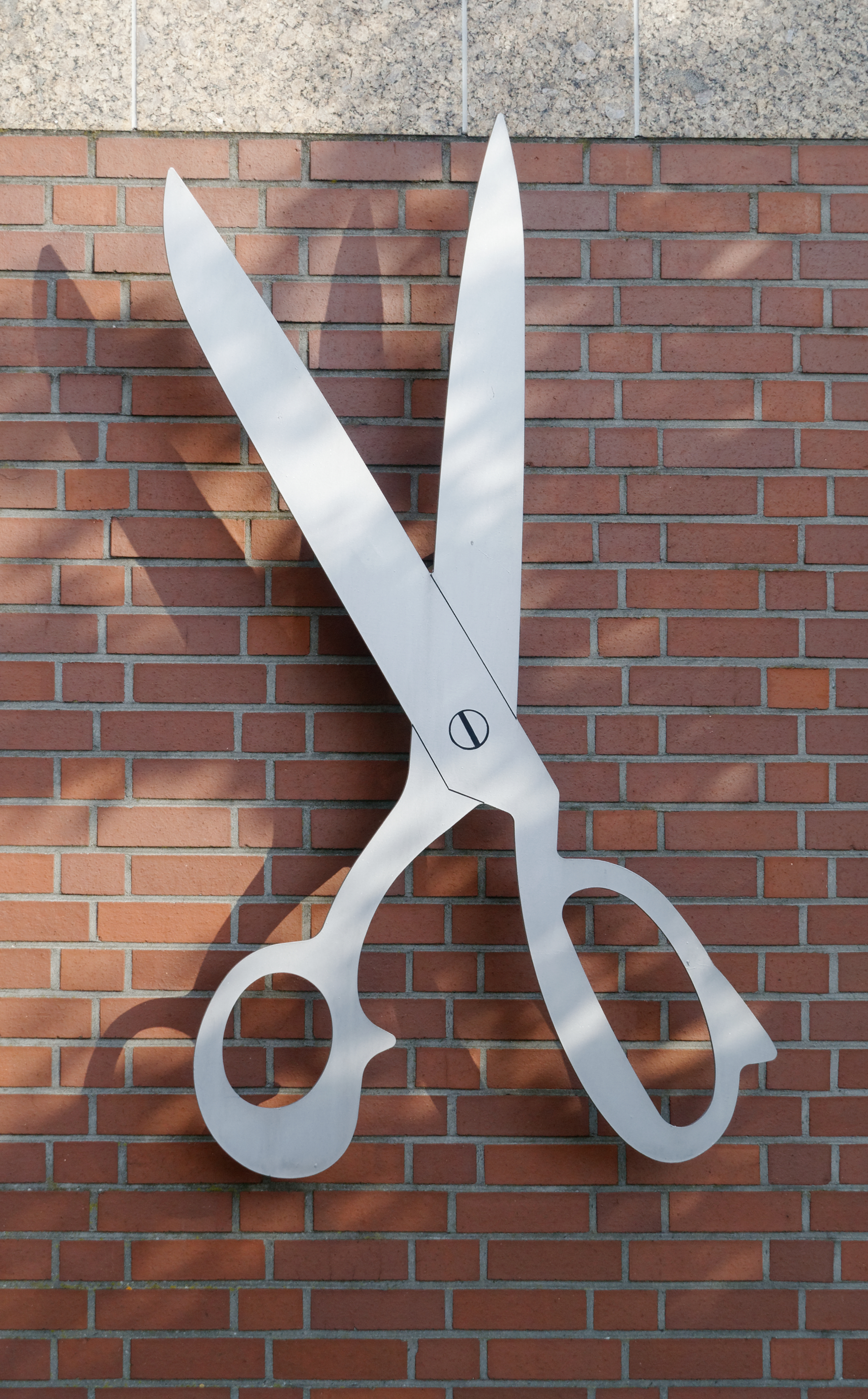
Station 5 der Nagler
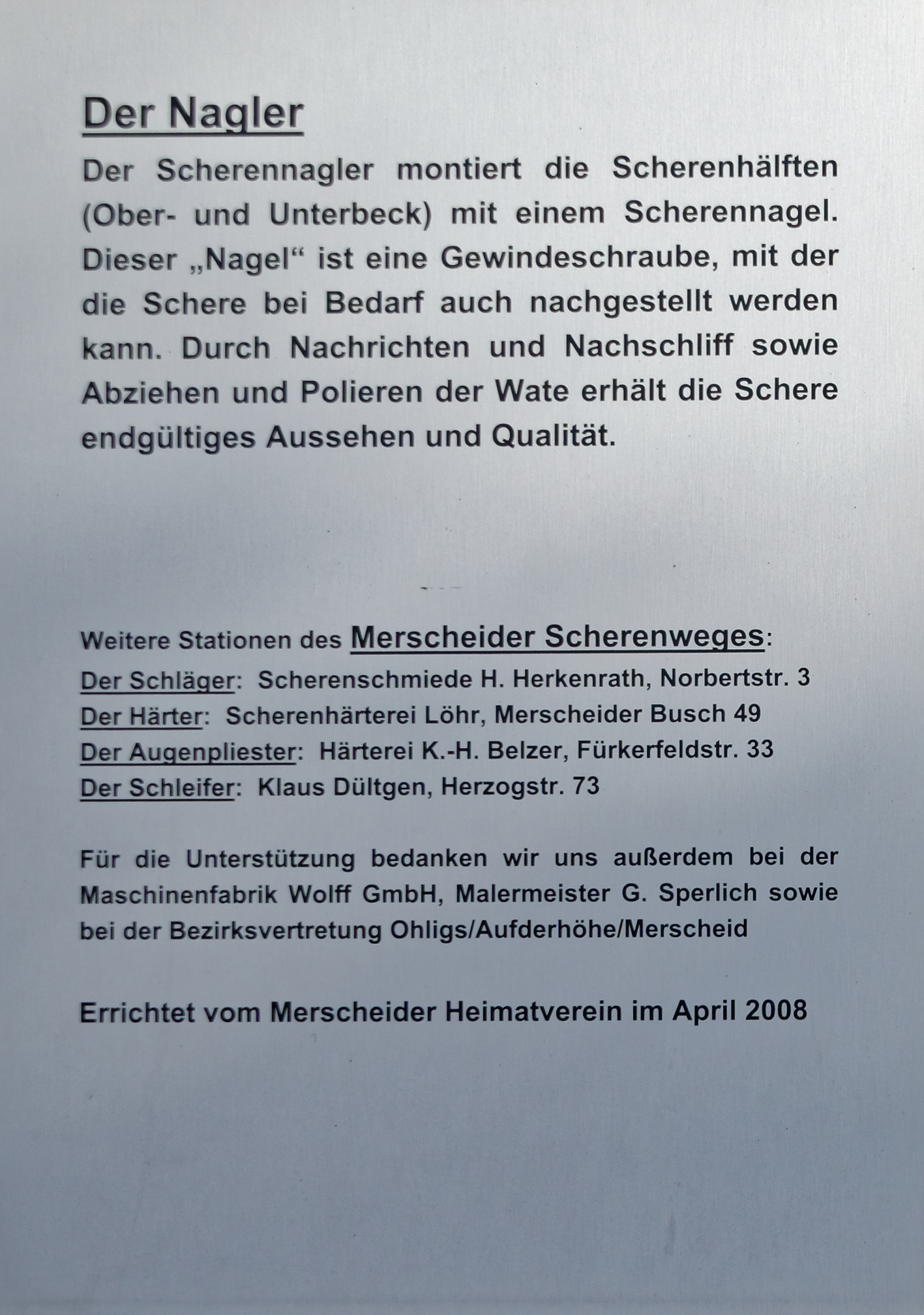

Es sind nur diese fünf Stationen definiert, ein Rundwanderweg an sich ist nicht ausgewiesen und soll damit die Möglichkeit geben, immer neue Wege von einer Station zur nächsten zu finden, um den Stadtbereich von Merscheid immer wieder neu zu erleben.
Die Herstellung von Scheren hat in der Klingenstadt Solingen eine lange Tradition, zahlreiche noch heute bekannte Unternehmen der Schneidwarenindustrie sind in der Stadt beheimatet, wie zum Beispiel die Zwillingswerke, Wüsthof oder Böker. Der Merscheider Scherenweg soll an diese Tradition erinnern. Zudem soll der Rundweg die arbeitsteilige Herstellung eines so gewöhnlichen Haushaltsgegenstands wie der Schere in mehreren, jeweils auf ihr Gewerk spezialisierten Betrieben veranschaulichen, was der traditionellen Herstellung von Solinger Scheren entspricht.
Weiterführende Informationen zu diesem Gewerbe findet man im LVR-Industriemuseum ⊙ in der Gesenkschmiede Hendrichs zwischen den Stationen 5 und 1.